# Rakovec nad Ondavou
Rakovec nad Ondavou este o comună slovacă, aflată în districtul Michalovce din regiunea Košice, pe malul râului Ondava⁠(d). Localitatea se află la altitudinea de 146 m deasupra n.m., se întinde pe o suprafață de 15,22 km2 și în 2017 număra 1.063 de locuitori.

## Istoric
Localitatea Rakovec nad Ondavou este atestată documentar din 1266.

## Demografie
| An:                | 1994 | 2004   | 2014   | 2024   |
| ------------------ | ---- | ------ | ------ | ------ |
| Număr de persoane: | 1090 | 1086   | 1042   | 1015   |
| Diferență:         |      | −0,36% | −4,05% | −2,59% |

| An:                | 2023 | 2024   |
| ------------------ | ---- | ------ |
| Număr de persoane: | 1009 | 1015   |
| Diferență:         |      | +0,59% |